# Miroslav Šašek
Miroslav Šašek, né à Prague le 18 novembre 1916, mort à Wettingen (Suisse) le 28 mai 1980, est un auteur et illustrateur tchécoslovaque.

## Biographie
Miroslav Šašek étudie l'architecture à Prague, mais sans finir ses études. Puis il commence à illustrer des livres et en 1947 il s'installe à Paris, où il s'inscrit à l'École des Beaux-Arts. Après les bouleversements communistes en Tchécoslovaquie en 1948, il décide de ne pas retourner dans son pays d'origine et finit par travailler pour Radio Free Europe à Munich à partir de 1951. Pendant ces années, il poursuit ses activités d'illustrateur et de peintre.
En 1959, il  illustre un livre jeunesse intitulé Paris, où un texte court commente des dessins de la capitale ; son humour et sa qualité graphique lui procure une certaine notoriété. Par la suite, tout au long des années 1960, il entame une série sur le même mode, qui comprendra plusieurs capitales ou pays, ouvrages qui rencontreront un succès international et seront couronnés de plusieurs prix. Quatre de ces albums seront adaptés en dessins animés.
Miroslav Šašek disparaît en 1980, en Suisse.
Rééditions françaises
En 2009 et 2010, Casterman, l'éditeur français d'origine, réédite plusieurs de ses titres chez Casterman Jeunesse. La critique du magazine Télérama, mentionne « ils sont aujourd’hui réédités, et, miracle, les cities de Sasek n’ont pas pris une ride. (...) Le dessin de Sasek, élégant, inventif, frôle le burlesque et donne du mouvement à ces figures imposées de la ville illustrée. Son trait, léger, vif, donne du rythme. »

## Publications
- Paris, 1959 ; réédition en 2009 ; nouvelle édition 2024 Casterman
- Londres, 1959 ; réédition en 2009 ; nouvelle édition 2024 Casterman
- Rome, 1960 ; réédition en 2009, Casterman
- New York, 1960 ; réédition en 2009 ; nouvelle édition 2024 Casterman
- Édimbourg, 1961
- Munich, 1961
- Israël, 1962 ; réédition en 2010, Casterman
- San Francisco, 1962 ; réédition en 2010, Casterman
- Venise, 1962 ; réédition en 2009 ; nouvelle édition 2024 Casterman
- Cap Kennedy, 1963
- L'Irlande, 1965
- Hong Kong, 1965 ; réédition en 2010, Casterman
- Grèce, 1966
- Texas, 1966
- Nations Unies, 1968
- Washington, D.C., 1969
- Australie, 1970